# Kasteel van Le Mesnil-Geoffroy
Het Kasteel van Le Mesnil-Geoffroy (Frans: Château du Mesnil-Geoffroy) is een kasteel in de Franse gemeente Ermenouville.